# Észak-koszovói krízis
Az észak-koszovói krízis 2011. július 25-én robbant ki Koszovó északi, többségében szerbek által lakott részén, amikor a Koszovói Rendőrség különleges egysége megpróbált megszállni két határátkelőhelyet Szerbia irányába, amelyet eddig a NATO békefenntartói ellenőriztek. A határátkelők felé tartó konvojokra azonban szerb fegyveresek tüzet nyitottak, egy rendőrt megölve és hatot megsebesítve. Két nap múlva szerb fiatalok rátámadtak egy határátkelőhelyre és felgyújtották azt. A konfliktus miatt Szerbia az ENSZ Biztonsági Tanácsának összehívását kérte, amelyre az Egyesült Államok és Nagy-Britannia ellenkezése miatt végül is nem került sor. A krízis augusztus 12-én enyhült, amikor a határátkelők ellenőrzése visszakerült a szerb lakossághoz, de szeptember 16-án újra felerősödött, amikor a koszovói hatóságok bejelentették, hogy vámellenőrzést akarnak bevezetni a vitatott területen.

## Előzmények
Koszovó 2008 február 17-én nyilvánította ki függetlenségét, amelyet 2011. június 8-ig 76 ország ismert el, azonban Szerbia és 20 további ország elutasította a függetlenség kikiáltását. A Koszovó északi részén többséget alkotó szerbek sem támogatták az új ország létrejöttét. A függetlenség kikiáltását követően Kosovska Mitrovicában zavargások kezdődtek, melyek mintegy hat napig tartottak és csak az ENSZ békefenntartóknak sikerült megakadályozniuk a konfliktus súlyosbodását. A térséget a NATO koszovói békefenntartó alakulata, a KFOR katonái ellenőrzik, de a szerb lakta területek gyakorlatilag még mindig Szerbia részét képezik. Továbbra is a szerb jogszabályok vannak érvényben, cirill betűsek a feliratok, a lakosság pedig még mindig dinárral fizet.
2011. július közepén a koszovói kormány egy intézkedésével megtiltotta a szerb áruk Koszovóba való importálását. Az északi Jarinje és Brnjak határátkelőkön keresztül azonban továbbra is zavartalanul folyik az árucsere, így ennek ürügyén a koszovói kormány a rendőrség különleges egységét küldte a határátkelőhelyek megszállására.

## Az összecsapások

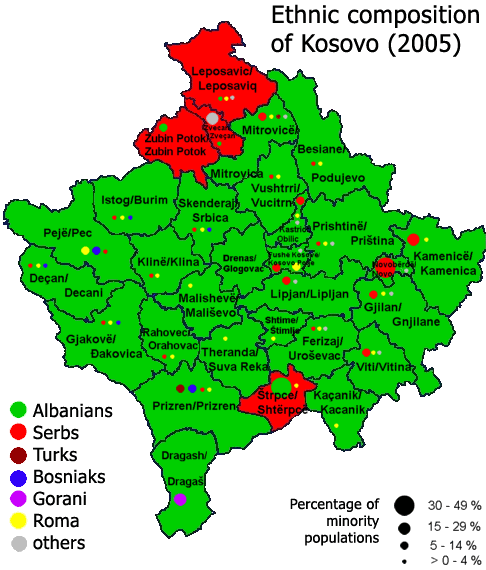
Koszovó angol nyelvű etnikai térképe a 2005-ös népszámlálás alapján

Július 25-én a határátkelők elfoglalására küldött rendőrségi gépjárművekre, szerb fegyveresek tüzet nyitottak. A támadásban egy rendőr meghalt, hatan megsebesültek. A NATO békefenntartókat vezényelt a térségben a konfliktus eldurvulásának megakadályozására.
A Koszovói Rendőrség július 28-án visszavonta a különleges rendőri egységeket a két vitatott határátkelőről, de nem sokkal ezután közel kétszáz szerb fiatal Molotov-koktélokkal támadt a jarinjei határátkelőre és felgyújtotta azt. Később a NATO helyszínen tartózkodó alakulatai tűzpárbajba keveredtek felfegyverzett civilekkel, azonban sebesültekről nem érkezett jelentés.
Az esetet követően a NATO a két határátkelőt zárt katonai övezetté nyilvánította, felhatalmazva a katonákat arra, hogy ha „veszélyt éreznek”, használhatják fegyverüket. A szerbek azonban barikádokat emeltek a határátkelőkre vezető utakra, hogy megakadályozzák a KFOR katonák ellátását, így azok végül, a civil áldozatok elkerülése végett, július 30-án visszavonultak. A szerb elnök felszólította a koszovói szerbeket, hogy ne hagyják el a barikádokat és kijelentette, hogy Pristina és Belgrád között csak akkor folytatódhat a párbeszéd, ha a határellenőrzés visszakerül a koszovói szerbekhez, ami augusztus 12-én meg is történt.
Koszovó szeptember 16-án kifejezte szándékát, hogy határellenőrzést akar bevezetni a két vitatott határátkelőnél. Emiatt Szerbia és Oroszország kezdeményezésére összeült az ENSZ BT, amely azonban a tagok nézőpontjainak szembenállása miatt eredménytelenül zárult.
A koszovói szerbek ismét elbarikádozták a két vitatott határátkelőhöz vezető utakat, de a KFOR békefenntartói is szögesdrótokkal vették körül a Jarinje határátkelőt és szerb - angol kétnyelvű táblákat helyeztek ki, melyre felírták, hogy: „Állj, vagy lövünk!”. A brnjaki határátkelőnél teherautókkal zárták el az utat, itt több szerb tüntető is összegyűlt. A koszovói kormány lépése elleni tiltakozásként bezártak a közintézmények és üzletek Észak-Koszovóban, a Kosovska Mitrovicába vezető utakat, pedig szintén eltorlaszolták.
Szeptember 18-án rövid fegyveres incidens zajlott le a szerb többségű Zupče és az albán többségű Cabar falu lakossága közt. Nem ismert, hogy voltak-e áldozatai a lövöldözésnek, a szerbek közül legkevesebb egy ember megsebesült.
Szeptember 27-én szerbek támadtak a jarinjei határátkelőre. A támadók egy csőbombát is a KFOR csapatok közé dobtak, amelynek következtében négy katona megsérült, egyikük súlyosan. A szerbek megállítására a katonák könygázt és gumilövedéket vetettek be, melynek eredményeként 16 támadót szállítottak a kórházba. A jarinjei eseményekkel párhuzamosan, Kosovska Mitrovica északi, szerbek lakta részében helyi lakosok felgyújtották az EULEX egyik katonai járművét.
Október végén a KFOR katonák kétszer is megpróbálták eltávolítani a Barinje határátkelő felé vezető útakadályokat Zubin Potok község területéről, de a koszovói szerbek ezt minduntalan megakadályozták. Egy összecsapásban 22 szerb civil sebesült meg - közülük hárman súlyosan - és 8 katonát szállítottak a kórházba. Október 20-án Dobruše faluban helyi szerbek és albánok csaptak össze, az incidensben egy albán nemzetiségű személy meghalt, két szerb pedig megsebesült. A KFOR október 21-én erős egységeket vezényelt ki a Zupče és Jagnjenica településeknél levő barikádokhoz, vízágyúkat is felvonultatva, de a katonák 22-én hajnalban visszavonultak az útakadályoktól. A Jarinje határátkelő felé vezető úton levő torlaszok elé Pristinából marokkói katonákat vezényeltek ki. Erhard Drews KFOR parancsnok felszólította a szerb lakosságot, hogy hagyjon fel a blokáddal, vagy különben erőszakot kell alkalmazniuk.
Október 9-én KFOR katonák könygázzal próbálták meg ismét a tüntető szerbek feloszlatását, de nem jártak sikerrel, sőt a szerbek sódert öntöttek a jarinjei határátkelő felé menő útra, járhatatlanná téve azt. Nem sokkal később szerb és albán lakosok tűztek össze az etnikailag megosztott Kosovska Mitrovicában, melynek következményeként lövöldözés tört ki, melyben három szerb sebesült meg, közülük az egyik másnap belehalt. A pristinai kormány élesen elítélte az erőszak alkalmazását és nyugalomra intette az ország lakosságát.
November 23-án éjjel portugál és magyar KFOR katonák megkísérelték egy Dudin Krs nevű falu melletti barikád felbontását, a helybeli szerbek azonban kövekkel támadtak a katonákra, akik könygázzal és gumibottal válaszoltak. A szerbek kamionokkal próbálták meg áttörni a katonák sorfalát, egy katonát el is gázoltak. A különítmény parancsnoka éjjel egykor végül a helyzet elfajulását megakadályozandó, visszavonulót fújt. Az akcióban 21 katona sebesült meg, közülük kettő súlyosan, a könnyebb sérültek között két magyar katona is van. Több szerb is orvosi ellátásra szorult. Az incidens után a szerbek újabb adag sódert és földet hoztak kamionokkal és megerősítették a barikádot.
November 23-án KFOR egységek ismét Jagnjenice mellett megkísérelték egy úttorlasz felbontását, de a helyi szerb lakosok kővel, husángokkal és lőfegyverrel támadtak a katonákra, akik könnygázzal, vízágyúval és gumilövedékkel válaszoltak a támadásra. Az összecsapásokban legalább 50-en megsebesültek, köztük két katona is. Az incidensre válaszul a KFOR blokád alá vette a teljes Zubin Potok község területét, zavarják a mobilszolgáltatást, katonai helikopterekkel járőröznek a terület felett és a katonák engedélyt kaptak éles lőszer használatára. A nap folyamán még nyolc osztrák katona sérült meg Zubin Potok település mellett, egy szerb támadásban.
Boris Tadics szerb államfő felszólította az észak-koszovói szerbeket az úttorlaszok lebontására, melyek szerinte csak a békés megoldás lehetőségét veszélyeztetik, ugyanakkor viszont felszólította a KFOR parancsnokságát is, hogy ne tegyen több kísérletet az úttorlaszok elbontására, helyette kezdjen párbeszédet a szerb községi elöljárókkal.
Hosszabb szünet után 2012. január 14-én került sor újra összecsapásra Koszovó északi részén, ezúttal azonban egy koszovói albán nacionalista szervezet és a koszovói rendőrség különleges alakulatai közt. A magát "Önrendelkezés Mozgalmának" nevező szervezet Merdare határátkelőhöz hirdetett tömegdemonstrációt, hogy megakadályozza a Szerbiából érkező, áruval megrakott kamionok átkelését a határon. A rendőrség egységei kordont vontak a határátkelő köré a tüntetőkkel szemben, mire azok botokkal és kövekkel támadtak a rendőrökre, akik borsspray-vel, könnygázzal és vízágyúval válaszoltak, majd több tüntetőt őrizetbe vettek. Az összecsapásokban a tüntetők oldalán legkevesebb 12-en, a rendőrség oldalán 2 sebesült volt.
Február 15-16-án a négy észak-koszovói szerb községben a helybéli lakosság népszavazást tartott, melyen az érintetteknek arra a kérdésre kellett válaszolniuk, hogy elfogadják-e a Koszovói Köztársaság intézményét. Habár a népszavazást sem Koszovó, sem az ENSZ, sőt még Belgrád sem támogatta, így nincs kötelező érvénye egyik félre sem, magas volt a szavazási részvétel, a megkérdezettek 99%-a nemmel szavazott.
Májusban a KFOR ismét nekilátott a szerb barikádok lebontásának. Ennek során, június 1-jén Rudare falu mellett összecsaptak a helybéli szerbekkel. A konfliktusban két német katona, valamint négy-öt szerb sebesült meg.
2013. szeptember 13-án ismeretlen fegyveresek a szerbek által lakott Zvecan falu mellett tűz alá vettek két rendőrségi kocsit, amelyekben az EULEX rendőrei utaztak. A támadásban egy litván rendőr életét vesztette.

## Következmények
Boris Tadić szerb államfő az erőszak leállítására szólította fel a koszovói szerbeket, leszögezve, hogy: „az erőszakos cselekményeket végrehajtó huligánok nem Szerbia népét védelmezik”.
Az erőszak alkalmazását az EU és a NATO is elítélte. Az EU a koszovói albánok egyoldalú lépését is elítélte.
Szerbia a koszovói válság kiújulása miatt az ENSZ Biztonsági Tanácsának összehívását kérte.
Mikor a konfliktus tartóssága miatt veszélybe került Szerbia EU tagjelöltségi státuszának megadása, december elején Brüsszelben komoly tárgyalások kezdődtek Szerbia és Koszovó között a konfliktus megoldásáról. Habár december 3-ra a két országnak sikerült megállapodnia a közös határellenőrzésről, a koszovói szerbek egyik képviselője, Slavisa Ristic zubin potoki polgármester kijelentette, hogy az észak-koszovói szerbek nem fogadják el az új tervezetet, mert az Koszovó függetlenségének elismerését jelentené.